# Survivor Series 1998
Survivor Series 1998 è stata la dodicesima edizione dell'omonimo pay-per-view prodotto dalla World Wrestling Federation. Si è svolto il 15 novembre 1998 al Kiel Center di Saint Louis, Missouri. Survivor Series incassò 470.845 dollari, grazie ai 21.779 biglietti venduti. La tagline dell'evento era Deadly Game, mentre la colonna sonora è stata Deadly Game di Jim Johnston. Il punto focale dell'evento fu il torneo per il vacante WWF Championship, che comprese quattordici incontri all'interno della card. È stato il primo torneo con in palio il WWF Championship in dieci anni, l'ultimo si svolse a WrestleMania IV. Oltre il torneo, ci furono due match per i titoli; la prima difesa del Women's Championship da quando era stato reintrodotto e il triple threat tag team match per il WWF Tag Team Championship.
Questa edizione di Survivor Series fu la prima a non includere il classico Traditional Survivor Series Elimination match.

## Storyline
Il punto focale dell'evento fu il torneo per il vacante WWF Championship chiamato Deadly Games. La costruzione del torneo incluse molte rivalità intrecciate tra di loro.
Nel mese di marzo, Steve Austin vinse il WWF Championship a WrestleMania XIV. Successivamente, Austin iniziò una rivalità con il chairman della WWF, Vince McMahon, il quale era in cerca di uno sfidante che detronizzasse Austin. Per primo fece tornare Dude Love, il quale abbandonò presto il suo personaggio hippy, in favore di un completo e indossando anche dei denti finti (Foley era conosciuto per il suo look trasandato, tra i quali vari denti mancanti a causa di alcuni match). Dopo due tentativi falliti di vincere il titolo da parte di Dude Love, incluso uno con Vince McMahon nel ruolo di arbitro speciale, McMahon si rivolse a Paul Bearer e mise Kane in un match a King of the Ring, che sconfisse Austin grazie all'interferenza del fratellastro di Kane, The Undertaker, il quale, nonostante avesse delle ostilità con Kane, non volle che quest'ultimo si ferisse. Austin riconquistò il titolo la sera seguente. Poco prima di SummerSlam, fu rivelato che The Undertaker era in combutta con Kane. All'evento, Austin mantenne il titolo sconfiggendo The Undertaker. Nel pay per view successivo Breakdown: In Your House, McMahon costrinse Austin a difendere il titolo contro Kane e The Undertaker in un triple threat match, nel quale Kane e The Undertaker non poterono schienarsi a vicenda. Austin perse il titolo, in quanto sia Kane che The Undertaker schienarono Austin nello stesso momento. Per rettificare la situazione, McMahon annunciò un match tra i due fratellastri a Judgment Day: In Your House. Per deridere ulteriormente Steve Austin, McMahon lo mise come arbitro speciale e gli disse che se non avesse svolto il suo ruolo alla perfezione sarebbe stato licenziato. Tuttavia, all'evento Austin attaccò sia Kane che The Undertaker e poi li contò entrambi per poi dichiararsi vincitore e campione. McMahon licenziò Austin e il titolo rimase vacante. In seguito, fu indetto un torneo ad eliminazione per le Survivor Series.
Nonostante fosse stato licenziato, Steve Austin apparve nella puntata di Raw Is War successiva a Judgment Day e tenne McMahon in ostaggio con una pistola giocattolo con la scritta BANG 3:16. La settimana successiva, Austin rivelò che il pezzo di carta contenuto all'interno della pistola giocattolo era un contratto di cinque anni che gli avrebbe garantito un incontro titolato, firmato dal figlio di Vince McMahon, Shane. Nella puntata di Raw Is War del 2 novembre, Vince McMahon disse di avere dei problemi con la gente e allo stesso tempo con The Rock, in quanto era il campione del popolo. Successivamente, McMahon mise The Rock contro Ken Shamrock in un match con in palio il posto di Rock nel torneo. Shamrock colpì The Rock con la sedia facendosi squalificare e dando così la vittoria a Rock. In seguito, McMahon fece arrestare The Rock, proprio come alcuni mesi prima con Austin. La settimana successiva, Vince McMahon lo minacciò che, nel caso non fosse riuscito a sconfiggere il suo ex alleato della Nation of Domination Mark Henry, sarebbe stato espulso dalla federazione. Durante il match, dopo l'esecuzione della Rock Bottom di The Rock su Mark Henry, Shane McMahon intervenne e contò lo schienamento che permise a Rock, presumibilmente, di riottenere il suo posto nel torneo anche se ciò non venne mai menzionato, tranne da McMahon che lo menzionò a Heat. Mentre molti wrestler divennero bersagli dell'ira di McMahon, un wrestler tornò per essere il suo favorito. Con suo figlio che gli aveva voltato le spalle, Mankind cercò di rallegrare McMahon e fu trattato come un figlio surrogato.

## Risultati
| #    | Risultati                                                                         | Stipulazioni                                                      | Durata |
| ---- | --------------------------------------------------------------------------------- | ----------------------------------------------------------------- | ------ |
| Heat | Too Much hanno sconfitto The Hardy Boyz                                           | Tag Team match                                                    | 02:30  |
| Heat | Hardcore Holly e Scorpio hanno sconfitto The Legion of Doom (Animal e Droz)       | Tag Team match                                                    | 02:17  |
| Heat | Val Venis ha sconfitto Tiger Ali Singh                                            | Single match                                                      | 02:36  |
| 1    | Mankind ha sconfitto Duane Gill                                                   | Ottavo di finale del Deadly Game Tournament                       | 00:30  |
| 2    | Al Snow ha sconfitto Jeff Jarrett (con Debra)                                     | Ottavo di finale del Deadly Game Tournament                       | 03:31  |
| 3    | "Stone Cold" Steve Austin ha sconfitto Big Boss Man per squalifica                | Ottavo di finale del Deadly Game Tournament                       | 03:20  |
| 4    | X-Pac vs. Steven Regal è terminato in no-contest                                  | Ottavo di finale del Deadly Game Tournament                       | 08:10  |
| 5    | Ken Shamrock ha sconfitto Goldust                                                 | Ottavo di finale del Deadly Game Tournament                       | 05:56  |
| 6    | The Rock ha sconfitto Big Boss Man                                                | Ottavo di finale del Deadly Game Tournament                       | 00:03  |
| 7    | The Undertaker (con Paul Bearer) ha sconfitto Kane                                | Quarto di finale del Deadly Game Tournament                       | 07:16  |
| 8    | Mankind ha sconfitto Al Snow                                                      | Quarto di finale del Deadly Game Tournament                       | 03:55  |
| 9    | The Rock ha sconfitto Ken Shamrock                                                | Quarto di finale del Deadly Game Tournament                       | 08:20  |
| 10   | Sable ha sconfitto Jacqueline (c) (con Marc Mero)                                 | Single match per il WWF Women's Championship                      | 03:14  |
| 11   | Mankind ha sconfitto "Stone Cold" Steve Austin                                    | Semifinale del Deadly Game Tournament                             | 10:27  |
| 12   | The Rock ha sconfitto The Undertaker (con Paul Bearer) per squalifica             | Semifinale del Deadly Game Tournament                             | 08:23  |
| 13   | The New Age Outlaws (c) hanno sconfitto D'Lo Brown e Mark Henry e The Headbangers | Triple Threat Tag Team match per i WWF Tag Team Championship      | 10:10  |
| 14   | The Rock ha sconfitto Mankind                                                     | Finale del Deadly Game Tournament per il vacante WWF Championship | 17:10  |

### Struttura del Deadly Game Tournament
Pin-Pinfall; Sub-Submission; DCO-Double countout; DQ-Disqualification
|  | Primo turno | Primo turno    | Primo turno    |              |              | Quarti di finale | Quarti di finale | Quarti di finale |     |  | Semifinali | Semifinali | Semifinali |     |  | Finale | Finale | Finale |
|  |             |                |                |              |              |                  |                  |                  |     |  |            |            |            |     |  |        |        |        |
|  |             | The Undertaker |                |              |              |                  |                  |                  |     |  |            |            |            |     |  |        |        |        |
|  |             | BYE            |                |              |              |                  |                  |                  |     |  |            |            |            |     |  |        |        |        |
|  |             |                | The Undertaker | 7:16         |              |                  |                  |                  |     |  |            |            |            |     |  |        |        |        |
|  |             |                |                | 7:16         |              |                  |                  |                  |     |  |            |            |            |     |  |        |        |        |
|  |             |                |                | Kane         | Pin          |                  |                  |                  |     |  |            |            |            |     |  |        |        |        |
|  |             | Kane           |                | Kane         | Pin          |                  |                  |                  |     |  |            |            |            |     |  |        |        |        |
|  |             |                |                |              |              |                  |                  |                  |     |  |            |            |            |     |  |        |        |        |
|  |             | BYE            |                |              |              |                  |                  |                  |     |  |            |            |            |     |  |        |        |        |
|  |             |                |                |              |              |                  |                  | The Undertaker   | DQ  |  |            |            |            |     |  |        |        |        |
|  |             |                |                |              |              |                  |                  |                  | DQ  |  |            |            |            |     |  |        |        |        |
|  |             |                | The Rock       | 8:20         |              |                  |                  |                  |     |  |            |            |            |     |  |        |        |        |
|  |             | Goldust        | The Rock       | 8:20         | Sub          |                  |                  |                  |     |  |            |            |            |     |  |        |        |        |
|  |             | Goldust        |                |              | Sub          |                  |                  |                  |     |  |            |            |            |     |  |        |        |        |
|  |             | Ken Shamrock   | 5:56           |              |              |                  |                  |                  |     |  |            |            |            |     |  |        |        |        |
|  |             | Ken Shamrock   | 5:56           |              | Ken Shamrock | Pin              |                  |                  |     |  |            |            |            |     |  |        |        |        |
|  |             |                |                |              | Ken Shamrock | Pin              |                  |                  |     |  |            |            |            |     |  |        |        |        |
|  |             |                |                | The Rock     | 8:20         |                  |                  |                  |     |  |            |            |            |     |  |        |        |        |
|  |             | Big Boss Man   | Pin            | The Rock     | 8:20         |                  |                  |                  |     |  |            |            |            |     |  |        |        |        |
|  |             | Big Boss Man   | Pin            |              |              |                  |                  |                  |     |  |            |            |            |     |  |        |        |        |
|  |             | The Rock       | 0:03           |              |              |                  |                  |                  |     |  |            |            |            |     |  |        |        |        |
|  |             |                |                |              |              |                  |                  |                  |     |  |            |            | The Rock   | Sub |  |        |        |        |
|  |             |                |                |              |              |                  |                  |                  |     |  |            |            |            |     |  |        |        |        |
|  |             |                | Mankind        | 17:10        |              |                  |                  |                  |     |  |            |            |            |     |  |        |        |        |
|  |             | Steve Austin   | Mankind        | 17:10        | DQ           |                  |                  |                  |     |  |            |            |            |     |  |        |        |        |
|  |             | Steve Austin   |                |              | DQ           |                  |                  |                  |     |  |            |            |            |     |  |        |        |        |
|  |             | Big Boss Man   | 3:20           |              |              |                  |                  |                  |     |  |            |            |            |     |  |        |        |        |
|  |             | Big Boss Man   | 3:20           | Steve Austin |              |                  |                  |                  |     |  |            |            |            |     |  |        |        |        |
|  |             |                |                |              |              |                  |                  |                  |     |  |            |            |            |     |  |        |        |        |
|  |             |                |                | BYE          |              |                  |                  |                  |     |  |            |            |            |     |  |        |        |        |
|  |             | Steven Regal   | DCO            |              |              |                  |                  |                  |     |  |            |            |            |     |  |        |        |        |
|  |             | Steven Regal   | DCO            |              |              |                  |                  |                  |     |  |            |            |            |     |  |        |        |        |
|  |             | X-Pac          | 8:10           |              |              |                  |                  |                  |     |  |            |            |            |     |  |        |        |        |
|  |             |                |                |              |              |                  |                  | Steve Austin     | Pin |  |            |            |            |     |  |        |        |        |
|  |             |                |                |              |              |                  |                  |                  | Pin |  |            |            |            |     |  |        |        |        |
|  |             |                | Mankind        | 10:27        |              |                  |                  |                  |     |  |            |            |            |     |  |        |        |        |
|  |             | Jeff Jarrett   | Mankind        | 10:27        | Pin          |                  |                  |                  |     |  |            |            |            |     |  |        |        |        |
|  |             | Jeff Jarrett   |                |              | Pin          |                  |                  |                  |     |  |            |            |            |     |  |        |        |        |
|  |             | Al Snow        | 3:31           |              |              |                  |                  |                  |     |  |            |            |            |     |  |        |        |        |
|  |             | Al Snow        | 3:31           |              | Al Snow      | Pin              |                  |                  |     |  |            |            |            |     |  |        |        |        |
|  |             |                |                |              | Al Snow      | Pin              |                  |                  |     |  |            |            |            |     |  |        |        |        |
|  |             |                |                | Mankind      | 3:55         |                  |                  |                  |     |  |            |            |            |     |  |        |        |        |
|  |             | Duane Gill     | Pin            | Mankind      | 3:55         |                  |                  |                  |     |  |            |            |            |     |  |        |        |        |
|  |             | Duane Gill     | Pin            |              |              |                  |                  |                  |     |  |            |            |            |     |  |        |        |        |
|  |             | Mankind        | 0:30           |              |              |                  |                  |                  |     |  |            |            |            |     |  |        |        |        |